# 細胞骨格

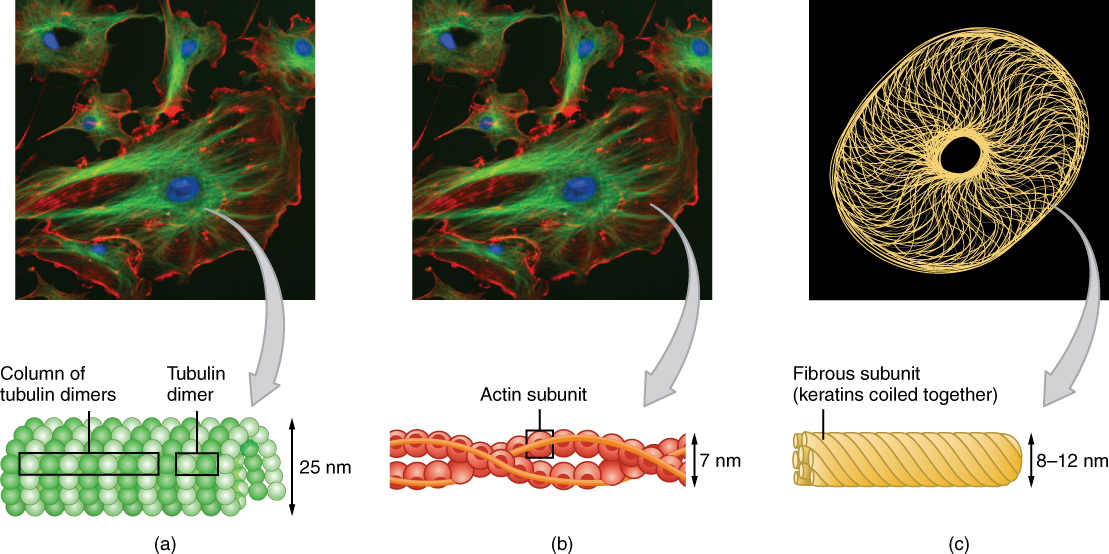
真核生物の細胞骨格は主に、(a) 微小管、(b) マイクロフィラメント、(c) 中間径フィラメントから構成される。

細胞骨格（さいぼうこっかく、英: cytoskeleton）は、細菌や古細菌を含む全ての細胞の細胞質に存在する、互いに連結されたタンパク質線維（フィラメント）から構成される複雑かつ動的なネットワークである。真核生物の細胞骨格は主にマイクロフィラメント、中間径フィラメント、微小管という3つの構成要素からなり、細胞の要求に応じて迅速に成長と解体を行うことができる。
細胞骨格は多くの機能を有する。その主な機能は細胞を形づくり、変形に対する機械的強度をもたらすことであり、また細胞外の結合組織や他の細胞との結合によって組織全体を安定化する役割も果たしている。細胞骨格の作用は収縮力をもたらす場合があり、それによって細胞や細胞周囲の環境を変形させることで細胞遊走が可能となっている。さらに、細胞骨格は多くのシグナル伝達経路、細胞外物質の取り込み（エンドサイトーシス）、細胞分裂時の染色体分離や細胞質分裂にも関与しており、細胞内容物の空間的組織化や細胞内輸送（細胞内の小胞や細胞小器官の移動など）のための足場として機能するほか、細胞壁の構築の際の鋳型となる場合もある。細胞骨格は鞭毛、繊毛、ラメリポディアやポドソームなど、特殊な構造体を形成する場合もある。細胞骨格の構造、機能、動的挙動は、生物種や細胞種によって大きく異なる場合がある。一細胞内においても、他のタンパク質との結合や、これまでにどのような機械的影響を受けてきたかに依存して、構築される細胞骨格に変化が生じる場合がある。
細胞骨格の作用を介して大規模な挙動が引き起こされる一例が、筋収縮である。筋収縮は高度に専門化された細胞集団が協働することで生じる動きであり、この過程において実際に機能している主な細胞骨格構成要素はマイクロフィラメントである。マイクロフィラメントは細胞内に最も豊富に存在するタンパク質であるアクチンによって構成されており、アクチンフィラメントとも呼ばれる。各筋細胞では、モータータンパク質であるミオシンの集合体（ミオシンフィラメント）が、そこに平行して走るアクチンフィラメントに対して力を加えることで収縮が引き起こされる。より具体的には、筋細胞が神経インパルスによって刺激されると、筋小胞体から細胞質基質へカルシウムが放出される。細胞質基質のカルシウム濃度の上昇によって、トロポミオシンとトロポニンの助けのもと筋収縮が開始される。トロポミオシンはアクチンとミオシンとの間の相互作用を阻害しており、トロポニンはカルシウム濃度の上昇を検知してこの阻害を解除する。その結果、ミオシンがアクチンと相互作用することで各筋細胞は収縮し、この収縮過程が多くの筋細胞で同調的に生じることにより筋肉全体が収縮するのである。

## 歴史
細胞構造の枠組みとなる骨格の存在は、1903年にニコライ・コルツォフによって、そして1917年にエドウィン・コンクリンによって提唱された。そして1929年にRudolph Petersは、細胞中にタンパク質分子による三次元的ネットワークが張りめぐらされていると提唱した。現在の細胞骨格にあたる概念と用語（フランス語でcytosquelette）は、1931年にフランスの発生生物学者 Paul Wintrebertによって導入された。
細胞骨格は当初は真核生物のみに存在すると考えられていたが、真核生物の細胞骨格の主要な構成要素であるチューブリンやアクチンと相同なタンパク質が細菌にも存在することが1992年に発見された。その後、原核生物にも同様に動的な細胞骨格が存在することが裏付けられたものの、原核生物と真核生物の細胞骨格は単純な関係にはなく、組成と機能の両面でかなりの多様性がみられることも明らかとなった。

## 真核生物の細胞骨格
真核生物の細胞には、マイクロフィラメント、微小管、中間径フィラメントという3種類の主要な細胞骨格フィラメントが存在する。神経細胞の中間径フィラメントは、ニューロフィラメントとして知られている。細胞骨格を構成するフィラメントは、それぞれ異なる種類のタンパク質サブユニットが重合することで形成され、またそれぞれ固有の形状や細胞内分布を示す。マイクロフィラメントはアクチンの重合体であり、直径は7 nmである。微小管はチューブリンから構成され、直径は25 nmである。中間径フィラメントは細胞種に依存してさまざまなタンパク質から構成され、直径は通常8–12 nmである。細胞骨格は細胞に構造や形状をもたらし、また細胞質基質の一部から高分子を排除することで、分子クラウディング効果を高めている。細胞骨格の構成要素は、広範囲かつ密接に細胞膜と相互作用している。
パーキンソン病、アルツハイマー病、ハンチントン病、筋萎縮性側索硬化症（ALS）などの神経変性疾患の研究では、細胞骨格がこれらの疾患に影響を及ぼしていることが示されている。パーキンソン病は神経変性を特徴とし、振戦や筋硬直、その他の非運動症状が引き起こされる。細胞骨格に関しては微小管の組み立てと安定性が損なわれており、それによって神経変性の経時的進行が引き起こされていることが研究で示されている。アルツハイマー病では、微小管を安定化しているタウタンパク質が疾患進行時に機能不全となることで、細胞骨格の病理が引き起こされている。ハンチントン病に関しては、小胞を細胞骨格に連結しているハンチンチンタンパク質に余剰なグルタミン残基が組み込まれることが発症因子の1つとして提唱されている。ALSでは運動神経の変性によって運動能力の喪失が引き起こされるが、この疾患にも細胞骨格の欠陥が関与している。
モータータンパク質などの補助タンパク質は、フィラメントの調節のほか、フィラメント間や他の細胞内構成要素との連結を担っており、細胞内の特定の部位において制御された形で細胞骨格フィラメントを組み立てるために必要不可欠である。
細胞骨格に対して作用する薬剤はcytoskeletal drugと呼ばれ、アクチンや微小管と相互作用する低分子が多数発見されている。これらの化合物は細胞骨格の研究に有用であり、いくつかは臨床応用がなされている。

### マイクロフィラメント
マイクロフィラメントはアクチンフィラメントとも呼ばれ、アクチンが並んだ重合体から構成される。マイクロフィラメントは成長端（+端）が細胞膜などの障壁を押すことで力を生み出す。また、マイクロフィラメントはミオシンが移動するためのいわば「線路」としても機能し、ミオシンはマイクロフィラメントに張り付いてその上を「歩く」ように移動する。一般的に、マイクロフィラメントの主要な構成要素となるのはアクチンである。G-アクチン単量体どうしが結合して重合体を形成し、その過程が継続されることによりマイクロフィラメント（アクチンフィラメント）が形成される。アクチンサブユニットは互いに巻きつき合う2本の鎖へと組み立てられ、鎖を形成したアクチンはF-アクチンと呼ばれる。ミオシンはF-アクチンフィラメントに対してモーターとして作用することで収縮力を生み出す。こうしたアクチンとミオシンからなる線維はアクトミオシンファイバーと呼ばれ、筋肉だけでなくそれ以外の細胞種にもみられる。アクチンの構造はRhoファミリーのGTPアーゼによって制御されており、収縮性のアクトミオシンファイバー（ストレスファイバー）はRho、ラメリポディアはRac、フィロポディアはCdc42によって制御されている。
マイクロフィラメントは次のような機能を果たす。
- 筋収縮
- 細胞の運動
- 細胞内輸送
- 細胞形状の維持
- 細胞質分裂
- 原形質流動[25]

### 中間径フィラメント
中間径フィラメントは、多くの真核細胞で細胞骨格の一部となっている。これらのフィラメントは、直径は平均10 nmであり、マイクロフィラメントよりも安定（強力な結合）であり、また均質性の低い構成要素である。マイクロフィラメントと同様、これらは張力を加えることで細胞形状を維持する機能を果たす（対照的に、微小管は圧縮力に抵抗する作用を示す。ただし、有糸分裂時や中心体の配置に際しては張力を加える）。中間径フィラメントは、細胞小器官を係留したり、核ラミナの構造的構成要素となることで、細胞内の三次元構造を組織化する。また、一部の細胞間結合や細胞-マトリックス間結合にも関与している。ショウジョウバエなど一部の動物には細胞質型の中間径フィラメントは存在しない。細胞質型の中間径フィラメントを発現する動物においても、それらの発現は組織特異的である。上皮細胞で発現しているケラチンフィラメントはさまざまな機械的ストレスに対して保護効果をもたらし、皮膚の耐久性に寄与している。また、代謝、酸化、化学的ストレスに対する器官の保護にも寄与している。こうした中間径フィラメントによる上皮細胞の強化は、ストレスを軽減してアポトーシスや細胞死の開始を防いでいる可能性がある。
中間径フィラメントは細胞や核の支持、足場としての役割が最もよく知られているが、一部の細胞機能にも関与している可能性がある。中間径フィラメントはデスモソームや関連タンパク質とともに細胞間の連結部や細胞-マトリックス間の固定を形成しており、これらの部位は細胞機能や細胞間の情報伝達に利用されている。こうした連結部の存在によって、デスモソームを介した複数の細胞間でのコミュニケーションが行われ、細胞環境からのシグナルに応じた組織構造の調整が可能となっている。中間径フィラメントタンパク質の変異は早老症、筋ジストロフィーやアレキサンダー病など重篤な疾患の原因となることが示されている。
中間径フィラメントには次のようなものがある。
- ビメンチンフィラメントは一般的には間葉系細胞に存在する。
- ケラチンフィラメントは一般的には上皮細胞に存在する。
- 神経細胞にはニューロフィラメントが存在する。
- ラミンは核膜の構造的支持を行っている。
- デスミンは筋細胞の構造的・機械的支持に重要な役割を果たしている[28]。

### 微小管
微小管は直径は約23 nm（管腔の内径は約15 nm）の中空の円筒であり、α、β-チューブリンの重合体からなるプロトフィラメント13個から構成されていることが一般的である。微小管は非常に動的な挙動を示し、チューブリンは重合の際にはGTPを結合している。中心体によって組織されることが一般的である。

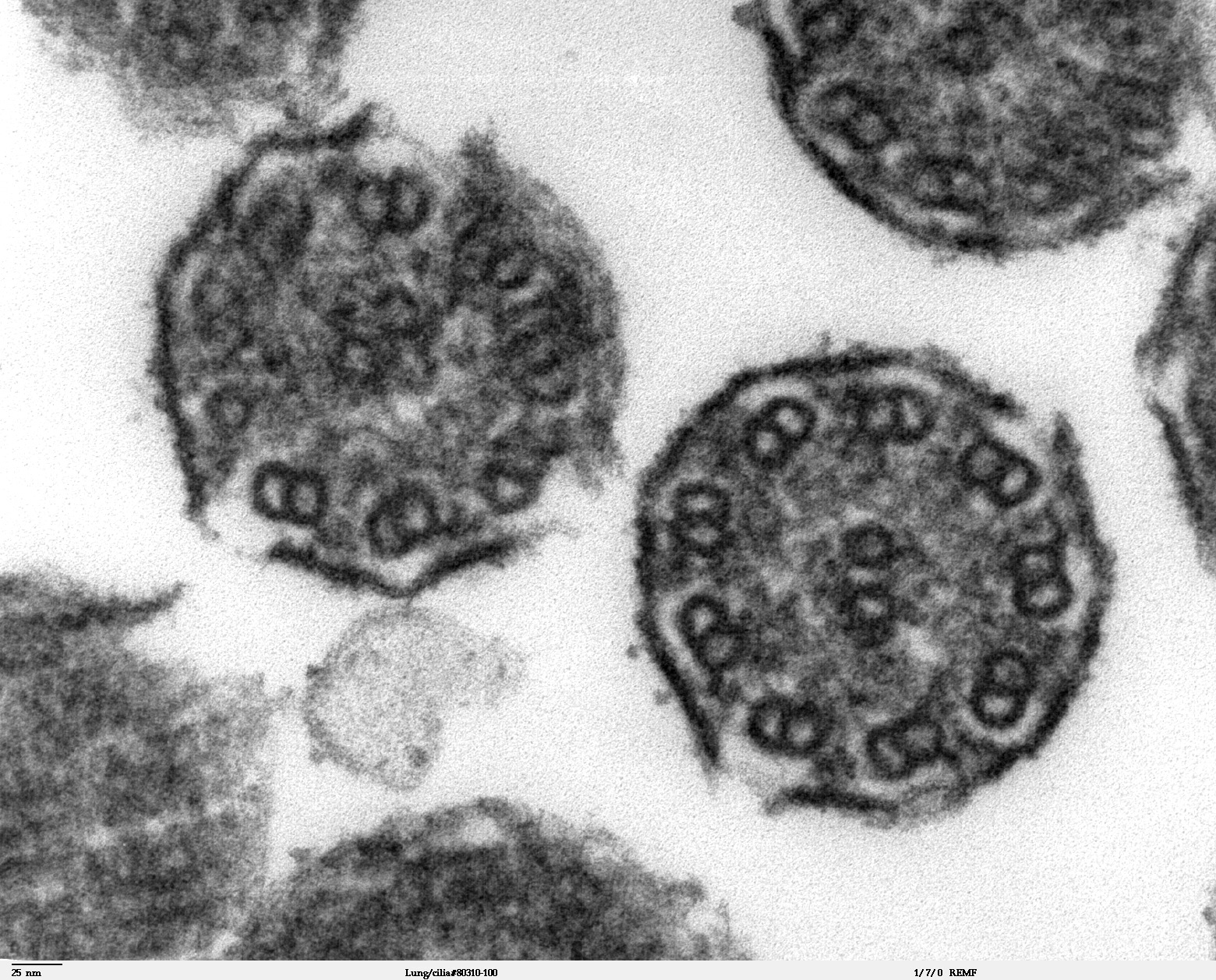
繊毛の断面図。微小管の"9+2"配置が示されている。

中心小体は環状に配置された9個の三連微小管によって形成されており、繊毛や鞭毛の軸糸では9個の二連微小管が2個の微小管を中心として配置された構造となっている。後者の構造は一般的には"9+2"配置と呼ばれ、各二連微小管は隣接する他の二連微小管とダイニンによって連結されている。繊毛と鞭毛はどちらも微小管によって維持されている細胞の構造的構成要素であり、細胞骨格の一部としてみなされる場合もある。繊毛は鞭毛よりも短く多数存在し、また運動性のものと非運動性のものの2種類が存在する。運動性繊毛は周期的に波打つような動きを行うのに対し、非運動性繊毛は感覚情報を受け取り、他の細胞や周囲の体液からのシグナルを処理して細胞へ伝達する。微小管は繊毛や鞭毛の波打ち運動を制御しており、微小管間を結合しているダイニンのアームが分子モーターとして機能する。繊毛や鞭毛の運動は微小管が互いにスライドすることで生み出され、運動にはATPを必要とする。
微小管は次のような重要な役割を果たしている。
- 細胞内輸送（結合したダイニンやキネシンを介してミトコンドリアなどの細胞小器官や小胞を輸送している）
- 繊毛や鞭毛の軸糸の形成
- 紡錘体の形成
- 植物における細胞壁の合成

### 比較
| 細胞骨格の種類       | 直径 （nm） | 構造                                                                                          | サブユニット |
| -------------------- | ----------- | --------------------------------------------------------------------------------------------- | --- |
| マイクロフィラメント | 6           | 二重らせん                                                                                    | アクチン |
| 中間径フィラメント   | 10          | 2つの平行型コイルドコイル二量体が逆平行型に結合した四量体の重合によって形成されるロープ状構造 | - ビメンチン（間葉系細胞） - GFAP（グリア細胞） - ニューロフィラメント（神経突起） - ケラチン（上皮細胞） - ラミン（核ラミナ） |
| 微小管               | 23          | プロトフィラメントが環形に配置された中空の円筒構造                                            | α/β-チューブリン |

### セプチン
セプチンは、真核生物に存在する高度に保存されたGTP結合タンパク質のグループである。さまざまなセプチンが互いに結合してタンパク質複合体を形成し、フィラメントやリングへと組み立てられる。こうした性質のため、セプチンは細胞骨格の一部としてみなされる場合もある。細胞内でのセプチンの機能には、他のタンパク質の局所的接着部位の形成、特定の分子がある細胞区画から他の区画へ拡散することを防ぐ役割が含まれる。酵母細胞では、細胞分裂時に構造的支持を行い、細胞を区画化するための足場を構築する。ヒト細胞での研究では、セプチンは細菌病原体の周囲にカゴのような構造を形成し、有害な微生物を動けなくすることで他の細胞への侵入を防いでいることが示唆されている。

### スペクトリン
スペクトリンは真核生物の細胞膜の細胞内側に並んでいるタンパク質である。スペクトリンは五角形型もしくは六角形型配置を形成し、細胞膜の完全性や細胞骨格構造の維持に重要な役割を果たす足場を形成している。

### 酵母の細胞骨格
出芽酵母では、アクチンはアクチンパッチ（actin patch、cortical patch）、アクチンケーブル（actin cable）、アクチンリング（actin ring、cytokinetic ring）といった構造を形成する。アクチンパッチは膜上に離散的に形成されるアクチンの集合体であり、エンドサイトーシス、特に細胞壁合成に重要なグルカンシンターゼの回収に重要である。アクチンケーブルはアクチンフィラメントの束であり、フィラメントのキャップ（細胞成長を極性化するさまざまなタンパク質が存在する）へ向かう小胞輸送やミトコンドリアの配置に関与している。アクチンリングは細胞分裂部位の周囲に形成され、細胞の狭窄を担う。

## 原核生物の細胞骨格
当初、桿菌やらせん菌などの細菌細胞の形状を決定する因子は細胞壁であると考えられていた。これと符合するように、異常な細胞形状を有する細菌の多くが細胞外皮の発生と関連した変異を有することが発見された。一方で、関連性が明確ではない変異も発見され、これらがフィラメントを形成するものであることが示唆された。細胞骨格は真核細胞だけにみられる特徴であると考えられていたが、1990年代初頭には細菌や古細菌におけるアクチンやチューブリンのホモログの存在が示唆され、真核生物の細胞骨格を構成する主要なタンパク質全てのホモログが原核生物でも発見された。これらは進化的に遠く離れているためタンパク質配列の比較では相同性は明確ではないものの、三次元構造の類似性や、細胞の形状や極性をもたらすという類似した機能を有することが真核生物と原核生物の細胞骨格が真に相同なものであることの強力な証拠となっている。細菌の細胞質分裂において重要な因子であることが知られていたFtsZタンパク質に、α-、β-、γ-チューブリンの全てにみられる特徴的な配列が存在することも発見されている。細菌の細胞骨格には、まだ同定されていない構造も存在している可能性がある。

### FtsZ
FtsZは、原核生物の細胞骨格として最初に同定されたタンパク質である。FtsZはチューブリンと同様にGTPの存在下でフィラメントを形成するが、これらのフィラメントが微小管のように管状に集合することはない。FtsZは細胞分裂時に分裂部位に移動するタンパク質であり、分裂する細胞間の細胞壁の合成や再構築に必要な他の全てのタンパク質をリクルートするために必要不可欠である。

### MreBとParM
MreBなど、原核生物のアクチン様タンパク質は細胞形状の維持に関与している。球形以外の形状を有する細菌にはアクチン様タンパク質をコードする遺伝子が存在し、これらのタンパク質は細胞膜直下でらせん型フィラメントによるネットワークを形成して細胞壁生合成に関与するタンパク質のガイドとなっている。
一部のプラスミドには、アクチン様タンパク質ParMが関与する別の系がコードされている。ParMのフィラメントは動的不安定性を示し、真核生物の有糸分裂時の微小管による機構と類似した機構によってプラスミドDNAを各娘細胞へ分配している可能性がある。

### クレセンチン
細菌カウロバクター・クレセンタスCaulobacter crescentusにはクレセンチンと呼ばれるタンパク質が存在しており、このタンパク質は真核細胞の中間径フィラメントと関連している。クレセンチンはらせん型やビブリオ型の細菌の細胞形状の維持に関与しているが、その具体的な機構は現在のところ不明である。

## 原核生物と真核生物の細胞骨格の共通点と差異
細胞内でフィラメントを形成するタンパク質は、チューブリン様タンパク質、アクチン様タンパク質、WACA（Walker A cytoskeletal ATPase）タンパク質、中間径フィラメントタンパク質の4種類に分類される。
チューブリン様タンパク質には、真核生物のチューブリンに加えて、原核生物のFtsZ、TubZ、RepXが含まれる。アクチン様タンパク質は、真核生物のアクチンに加えて、原核生物のMreB、FtsAが含まれる。WACAタンパク質は主に原核生物に存在し、MinDが挙げられる。中間径フィラメントは動物にのみ存在し、ラミン、ケラチン、ビメンチン、ニューロフィラメント、デスミンなどが含まれる。
チューブリン様タンパク質にはある程度のアミノ酸配列の類似性がみられるものの、タンパク質が同じフォールドであることやGTP結合部位の類似性がより顕著である。アクチン様タンパク質の構造やATP結合部位に関しても、同じことがいえる。
細胞骨格タンパク質は一般的に、原核生物や真核生物の細胞の形状、DNAの分離、細胞分裂と関連している。どのタンパク質がどの役割を担っているかは生物によって異なる。一例として、真核生物では全ての生物種でチューブリンを利用してDNAの分離が行われるが、原核生物ではWACAタンパク質、アクチン様タンパク質、チューブリン様タンパク質のいずれかが用いられる。真核生物では細胞の分裂（狭窄）過程はアクチンを介して行われるが、原核生物では多くの場合チューブリン様タンパク質（多くの場合FtsZリング）によって行われる。ただし原核生物の中でもクレン古細菌の分裂はESCRT-IIIを用いて行われ、このタンパク質は真核生物の分裂の最終段階にも関与している。

## 原形質流動
原形質流動は、細胞の内容物が細胞骨格の構成要素に沿って能動的に移動する現象である。主に植物で観察されるが、全ての細胞種がこの過程を利用して廃棄物、栄養素や細胞小器官を細胞内の他の部分へ輸送している。植物や藻類の細胞は一般に他の細胞よりも体積が大きいため、細胞小器官が細胞全体を移動するために原形質流動が重要である。細胞小器官は、ミオシンモーターがアクチンフィラメントバンドルに結合して移動することで、マイクロフィラメントに沿った移動を行う。